# Matsuda Riki
Riki Matsuda (松田 力 (Tùng Điền Lực) Matsuda Riki, sinh ngày 24 tháng 7 năm 1991 ở Osaka, Nhật Bản) là một cầu thủ bóng đá người Nhật Bản thi đấu ở vị trí tiền đạo cho Avispa Fukuoka ở J2 League.

## Sự nghiệp

### Nagoya Grampus
Matsuda ra mắt chính thức cho Oita Trinita ở J. League Division 1 ngày 22 tháng 5 năm 2013 trước Sagan Tosu ở Sân vận động Best Amenity ở Tosu, Nhật Bản. Anh thi đấu toàn bộ trận và đội bóng thua 2-3.

## Thống kê sự nghiệp câu lạc bộ
Cập nhật đến ngày 23 tháng 2 năm 2018.
| Thành tích câu lạc bộ | Thành tích câu lạc bộ | Thành tích câu lạc bộ | Giải vô địch | Giải vô địch | Cúp Hoàng đế Nhật Bản | Cúp Hoàng đế Nhật Bản | Cúp Liên đoàn | Cúp Liên đoàn | Tổng cộng | Tổng cộng |
| Mùa giải              | Câu lạc bộ            | Giải vô địch          | Số trận      | Bàn thắng    | Số trận               | Bàn thắng             | Số trận       | Bàn thắng     | Số trận   | Bàn thắng |
| --------------------- | --------------------- | --------------------- | ------------ | ------------ | --------------------- | --------------------- | ------------- | ------------- | --------- | --------- |
| 2013                  | Oita Trinita          | J1 League             | 9            | 4            | –                     | –                     | 1             | 0             | 10        | 4         |
| 2014                  | Nagoya Grampus        | J1 League             | 31           | 1            | 4                     | 3                     | 6             | 1             | 41        | 5         |
| 2015                  | Nagoya Grampus        | J1 League             | 11           | 1            | 4                     | 1                     | –             | –             | 15        | 2         |
| 2015                  | JEF United Chiba      | J2 League             | 15           | 4            | 2                     | 1                     | –             | –             | 17        | 5         |
| 2016                  | Nagoya Grampus        | J1 League             | 14           | 1            | 0                     | 0                     | 0             | 0             | 14        | 1         |
| 2017                  | Avispa Fukuoka        | J2 League             | 31           | 4            | 2                     | 0                     | –             | –             | 33        | 4         |
| Tổng                  | Tổng                  | Tổng                  | 111          | 15           | 12                    | 5                     | 7             | 1             | 130       | 21        |